# Nils Grosch
Nils Grosch (* 29. Juni 1966) ist ein deutscher Musikwissenschaftler. Seit 2011 hat er an der Paris Lodron Universität Salzburg den Lehrstuhl für Musikwissenschaften inne und leitet den Fachbereich Kunst-, Musik- und Tanzwissenschaft.

## Leben
Nils Grosch studierte Musikwissenschaft, Geschichte und Germanistik sowohl in Bochum als auch in Freiburg im Breisgau, wo er über die Musik der Neuen Sachlichkeit promovierte. Von 1999 bis 2012 lehrte und forschte er am Deutschen Volksliedarchiv (seit 2014 Zentrum für Populäre Kultur und Musik), das er von 2008 bis 2010 stellvertretend leitete. 2010 habilitierte er sich an der Universität Basel über Lied, Medienwechsel und populäre Kultur im 16. Jahrhundert. Seit 2011 hat er eine Professur an der Paris Lodron Universität in Salzburg inne, wo er auch den Fachbereich Kunst-, Musik- und Tanzwissenschaft leitet. Seit 2012 hat er außerdem eine Gastprofessur an der musikwissenschaftlichen Fakultät der Nationalen Universität von Kolumbien in Bogotá.
Seine Forschungsschwerpunkte sind Musik und Migration, Musik und Medien sowie Populäres Musiktheater.
Grosch ist unter anderem Vorsitzender des wissenschaftlichen Beirats der Kurt-Weill-Gesellschaft Dessau sowie Mitglied der Redaktionsleitung der Gluck-Gesamtausgabe.

## Publikationen (Auswahl)
Monographien
- Die Musik der Neuen Sachlichkeit. Stuttgart: Metzler, 1999 (Dissertation, 1997).
- Lied und Medienwechsel im 16. Jahrhundert (Populäre Kultur und Musik Bd. 6) Münster: Waxmann, 2013 (Habilitation, 2010).

Herausgeberschaften
- Die „andere“ Stimme: Hohe Männerstimmen zwischen Gluck und Rock/The „Other“ Voice: High Male Voices between Gluck and Rock.  Hg. von Irene Brandenburg und Nils Grosch (Populäre Kultur und Musik). Münster: Waxmann, 2022.
- Stimme-Körper-Medien: Gesang im 20. und 21. Jahrhundert. Hg. von Nils Grosch und Thomas Seedorf. Lilienthal: Laaber, 2021 (Handbuch des Gesangs 2).
- Musik und Migration: Ein Theorie- und Methodenhandbuch. Hg. von Wolfgang Gratzer, Nils Grosch, Ulrike Präger und Susanne Scheiblhofer. Münster: Waxmann, 2021.
- Novembergruppe 1918: Studien zu einer interdisziplinären Kunst für die Weimarer Republik. Hg. von Nils Grosch (u. a.). Münster: Waxmann, 2018

Aktuelle Artikel
- Musical Comedy, Pastiche and the Challenge of ‘Rewriting’. In: Intertextuality in Music: Dialogic Composition. Kostka, V., de Castro, P. F. & Everett, W. (Hrsg.). London, UK; New York, NY, USA: Taylor & Francis, S. 156–166.
- Non-narrative Strategien zur Einbettung von Musik in Verfilmungen non Concept-Musicals. In: Musikwissenschaft der Vielfalt: Festschrift für Rebecca Grotjahn zm 60. Geburtstag. Iflland, J. (Hrsg.). München: Alitera, S. 117–126.
- Musikgeschichte als Dramaturgie: Kurt Weills und Alan Jay Lerners Love Life als historisches Pastiche. In: Musikgeschichte auf der Bühne: Permorming Music History. Langenbruch, A., Samaga, D. & Schupp-Maurer, C. (Hrsg.). 1. Aufl. Bielefeld: Transcript, S. 125–135.
- Exil und kulturelle Mobilität: Ernst Krenek und Kurt Weill. In: Zeitgenossenschaft: Ernst Krenek und Kurt Weill im Netzwerk der Moderne. Henke, M. (Hrsg.). Argus, S. 175–182.
- Tönende Luft. In: Musik öffnet Welten. Zur Gestaltung internationaler Beziehungen. Grätz, R. & Höppner, C. (Hrsg.). S. 107–116.
- Liza Minnelli vs. Sally Bowles: Performance-Persona und Musical-Star. In: Image – Performance – Empowerment. Weibliche Stars in der populären Musik von Claire Waldoff bis Lady Gaga. Hg. von Michael Fischer, Christofer Jost und Janina Klassen. Münster: Waxmann. 2018 (Populäre Kultur und Musik, 21), 47–53.
- »ohne Vorurteile selbst Werke universalen Charakters zu komponieren«: Perspektiven musikalischer Selbstkonstruktion europäischer Exilanten in Lateinamerika. In: Exilforschung zu Österreich. Leistungen, Defizite & Perspektiven. Hg. von Adunka, Gruber, Hausjell, Nawrocka, Usaty. Wien: Mandelbaum-Verlag, S. 361–372.
- Populäres Musiktheater im ›Dritten Reich‹. Methodische Überlegungen zum Umgang der Forschung mit Repertoires und Produktionssystemen. In: «Als Schweizer bin ich neutral» – Othmar Schoecks Oper Das Schloss Dürande und ihr Umfeld. Hg. von Thomas Garthmann mit Simeon Thompson. (Musikforschung der Hochschule der Künste Bern 10). Schliengen: Argus, S. 13–22.